# Louis Feuillée
Pour les articles homonymes, voir Feuillée (homonymie).
Le père Louis Éconches Feuillée (parfois écrit Feuillet) est un explorateur, botaniste, géographe et astronome français, né le 15 août 1660 à Mane près de Forcalquier et mort le 18 avril 1732 à Marseille.

## Biographie

### Jeunesse (1660-1680)
Louis Feuillée baptisé à Mane le 15 août 1660 est le fils de Scipion Feuillée, maître boulanger, et de Marie Lieutaud originaire de Manosque. Il a une sœur Claire Feuillée qui épousera en 1674 Jacques Mollet, maître tisseur de toile à Forcalquier, et un frère Gérard Feuillée qui épousera en 1687 Geneviève Mollet. Louis Feuillée est issu d'une famille relativement aisée, le père possédant des terres agricoles et des troupeaux de moutons ; il appartient à la petite bourgeoisie montante des bourgs ruraux.
Il est élève des Minimes d'abord au couvent de Mane, puis, sur recommandation de Toussaint de Forbin-Janson évêque de Digne, au collège d'Avignon spécialisé dans l'enseignement de la physique et des mathématiques. En mars 1680 le jeune Louis Feuillée fait profession de foi à Avignon dans l'ordre des Minimes. Ce serait « une vocation savante plus qu'une vocation religieuse ».

### Une vie active
Feuillée se rend ensuite au couvent des Minimes de Marseille où il a la chance dès son arrivée de rencontrer Jean Mathieu de Chazelles (1657-1710) qui l'initie à l'astronomie et la cartographie dans son observatoire des galères et le père Charles Plumier minime et botaniste de talent qui a décrit quelque 6 000 plantes lors d'un voyage aux Caraïbes et lui enseigne la botanique.
Ses travaux sont rares de 1691 à 1696, mais deviennent plus fréquents de 1697 à 1731 avec des publications dans les Mémoires de l'académie des sciences. Ses travaux sur l'éclipse de la lune le 28 octobre 1697 à Marseille et sur l'occultation par la lune d'une étoile de la constellation du Taureau le 7 mars 1699 le font connaître de Jean Dominique Cassini. Il entretient une correspondance suivie avec ce dernier qui le fait désigner, sur ordre du roi, aide géographe pour un voyage au Levant

#### Premier voyage au Levant
En compagnie de Jacques Cassini, fils de Jean-Dominique Cassini, il part de Marseille au cours de l'été 1700 afin de déterminer la position géographique d'un certain nombre de ports maritimes et de villes. Il visite successivement Smyrne (octobre), Thessalonique (mars-avril 1701), les Cyclades et Rhodes (juin), la Crète (début juillet), Tripoli (fin juillet 1701) et la Tunisie où à Porto-Farina, à l'embouchure de la Medjerda, on lui vole ses instruments ce qui l'oblige à rentrer à Marseille plus tôt que prévu en novembre 1701. Jacques Cassini fait un rapport élogieux à l'Académie sur Feuillée et son voyage.

#### Deuxième voyage aux Antilles et Amérique du Sud
Le 17 janvier 1703 le père Feuillée reçoit par un courrier de Pontchartrain, secrétaire d'État de la Marine, les autorisations nécessaires pour effectuer un deuxième voyage. Il s'embarque à Marseille le 5 janvier 1703 sur le Grand Saint-Jean commandé par le capitaine Ganteaume qui amène en Martinique des forçats. Il arrive à Saint-Pierre le 11 avril 1703 pour un long séjour de quinze mois « observant le jour les plantes et la nuit les astres ».
Il est saisi par les fièvres ce qui ne l'empêche pas de s'embarquer le 4 juillet 1704 sur l'Ambitieuse, navire de 60 canons et 300 hommes, armé pour la course aux Espagnols. C'est avec ces corsaires qu'il visite la Guyane (9 juillet), Porto-Cabello (Venezuela), Sainte-Marthe (Colombie), Porto Bello (Panama) et Carthagène (Colombie - mi décembre 1704) où il échoue dans sa tentative de gagner le Pacifique. En 1705, il visite à nouveau les Caraïbes pour la réalisation de cartes (fort Saint-louis, Saint-Domingue et Saint-Thomas). Le 30 mars 1705 il retourne en Martinique d'où il partira en mai 1706 avec la flotte de d'Iberville qui escorte un convoi vers Brest. Il y arrivera le 21 juin 1706.
Durant ce séjour aux Antilles, il recueille de nouvelles espèces de la flore locale et dessine la carte de la Martinique. Son travail lui vaut la reconnaissance du gouvernement. Il est nommé correspondant de l'Académie des Sciences et « mathématicien royal » par Louis XIV. Il entame immédiatement les préparatifs pour un voyage de plus longue durée le long de la côte occidentale de l'Amérique du Sud afin de poursuivre ses observations.

#### Troisième voyage en Amérique méridionale

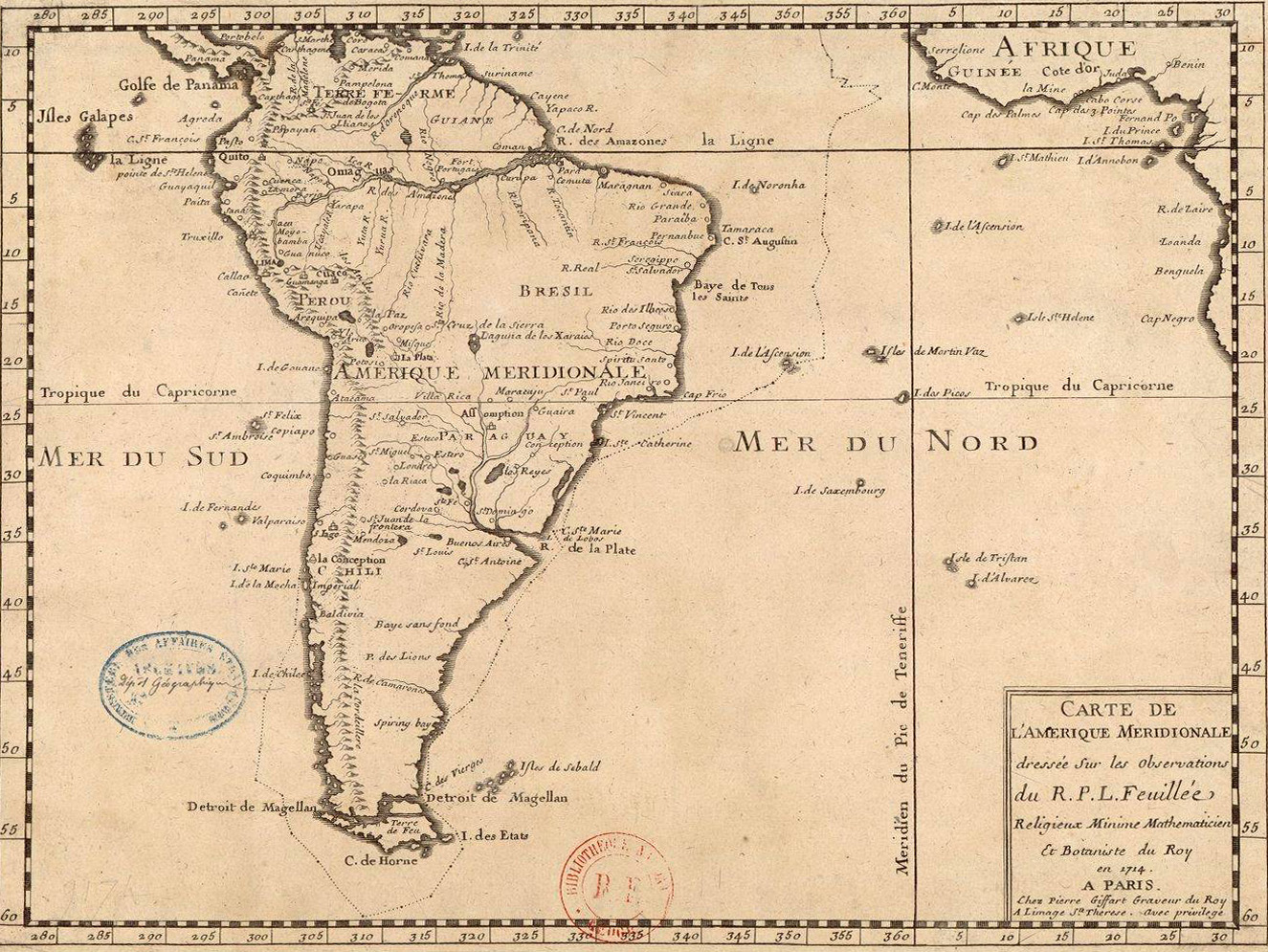
Carte de l'Amérique du Sud gravée par Giffart et dressée sur les indications de Feuillée avec itinéraire de son voyage en 1707-1712

Quelques jours après la fin du siège de Toulon, Pontchartrain adresse les papiers nécessaires au père Feuillée pour une expédition en Amérique du Sud. Celui-ci s'embarque à Marseille le 14 décembre 1707 sur le Saint-Jean-Baptiste dont le capitaine est Jean Doublet. On décide prudemment de se  joindre à un convoi de bateaux qu'escorte un corsaire l' Heureux Retour, frégate de 300 hommes et armé de 40 canons, commandé par Nicolas de Lambert officier du roi. Cette nécessité de se faire escorter, et d'éviter les zones dangereuses explique que le convoi mettra cinq mois pour atteindre Gibraltar, notamment aussi à cause des vents contraires et des tempêtes qui obligent le capitaine à faire escale en Sardaigne, à Malte, aux îles Baléares, et à Almería pour arriver enfin à Gibraltar le 9 mai 1708. Ce jour faillit marquer la fin de son voyage : son navire manque en effet de peu d'être capturé ainsi que les autres navires marchands du convoi, par deux frégates de la Royal Navy qui gardaient le détroit, l'une de 60 canons, l'autre de 72 canons. Le convoi ne devra son salut qu'au sacrifice de l'Heureux Retour qui va à la rencontre des deux navires anglais chacun plus lourdement armé que lui, permettant ainsi aux quatre navires marchands dont celui du Père Feuillée de s'échapper. Feuillée séjourne alors aux îles Canaries du 22 mai au 11 juin. Son bateau mettra trois mois pour atteindre Buenos Aires où il arrive le 14 août 1708. Le capitaine Jean Doublet attend l'été austral pour franchir le détroit de Magellan ce qui, en attendant, permet au père Feuillée de lever la carte de La Plata. Le cap Horn est franchi fin 1708 et le bateau arrive à Concepción au Chili le 21 janvier 1709. Le père Feuillée reste un mois dans cette ville, procède à des observations astronomiques, botaniques et zoologiques, puis fin février se rend à Valparaiso, puis Pisco, Callao et enfin Lima où il séjourne neuf mois. En janvier 1710 il quitte Lima pour revenir à Callao, Concepción, Valparaiso, puis se rend à Coquimbo et Arica ; il retourne à Concepción où il s'est fait de nombreux amis. Il diffère son retour car la cabine proposée ne lui semble pas assez confortable. Le 6 janvier 1711 il s'embarque sur le Philipeaux commandé par le capitaine Jean de Noailles, sieur de Parc, repasse le cap Horn, et après une escale le 9 avril à San-Fernando de Norunha et une autre en Martinique, arrive à Brest le 27 août 1711.
Les colonies espagnoles d'Amérique Centrale et du Sud semblent avoir été explorées par de nombreux scientifiques français pendant cette période. Ces hommes étaient à la fois des « conseillers scientifiques » non officiels et des espions. Entre 1735 et 1744, des scientifiques tels que Louis Godin (1704-1760), Charles Marie de La Condamine (1701-1774) et Pierre Bouguer (1698-1758) prendront part à de semblables expéditions.

#### Période sédentaire
Après son arrivée à Paris, Feuillée présente tous ses dessins au roi qui le pensionne. En 1714 il retourne à Marseille où le roi lui fait construire place Jean-Jaurès dans le couvent des Minimes, un observatoire personnel.
Feuillée se trouve à Marseille en 1720 lorsque se déclare la grande peste. Il donne quelques indications du fléau dans ses registres d'observations. Ainsi il note que le 3 septembre 1720 « la maladie commence à diminuer, le nombre de morts n'est plus aussi grand et on commence à nettoyer les rues et à transporter les cadavres dans des chariots à diverses églises de la ville et à de grande fosses ». Le 29 octobre 1720 il perd sa nièce de la peste. Le 1er septembre 1721 il regagne sa chambre au couvent des Minimes mais la peste fait sa réapparition en 1722 ; il ne reprendra son travail à son observatoire que le 1er janvier 1723.
À 63 ans il est encore attiré par le voyage et accepte la proposition de l'Académie d'aller déterminer la position du 1er méridien aux îles Canaries.

#### Quatrième voyage aux îles Canaries
Louis Feuillée projette une expédition aux îles Canaries dès 1718 mais la guerre entre l'Espagne et la France ainsi que l'épidémie de peste de Marseille en 1720 ajourne ce voyage.
L'abbé Bignon transmet les ordres de Maurepas à Feuillée qui part, avec son assistant Charles Verguin de Marseille le 24 avril 1724 à bord du navire La femme volante commandé par le capitaine Olivier. Après des escales à Alicante, Malaga et Cadix, il arrive à Santa Cruz de Tenerife le 23 juin 1724 à bord d'un autre vaisseau, le Neptune. Il rend alors visite au gouverneur et gagne La Laguna, alors capitale de l'île où il est reçu par le consul de France Étienne Porlier, chez qui il effectue ses premières observations avec l'aiguille aimantée  ainsi que des calculs avec le baromètre qu'il a conçu. Il visite également La Orotava (30 juillet) et le 3 août tente l'ascension du pic de Ténériffe (3 715 m), mais y renonce après une chute. Il s'agit de la première ascension de type scientifique du sommet. Le 12 août, il arrive à l'île de Fer où il herborise pendant douze jours avant de rentrer à Ténériffe qu'il quitte le 23 août pour visiter Garachico avant de revenir à La Orotava où, jusqu'au 6 septembre, il fait des calculs. Il continue ses recherches durant un mois à La Laguna et, le 10 octobre 1724 il s'embarque pour la France et après une escale à Cadix, arrive à Toulon le 19 décembre 1724,.

#### Vieillesse laborieuse
Le père Feuillée ne quitte pratiquement plus Marseille à l'exception d'un voyage à Paris en 1725. Il continue ses observations aidé par son neveu, le père Sigalloux. Sa dernière observation est celle d'une éclipse de Lune qui a eu lieu le 8 août 1729. Il meurt le 18 avril 1732.

## Les découvertes
Louis Feuillée aborde au cours de ses voyages plusieurs domaines scientifiques relatifs à la botanique, l'astronomie, la cartographie et la physique.

### Botanique
Feuillée étudie aussi bien les plantes alimentaires que les plantes médicinales ou ornementales.

#### Plantes alimentaires
Parmi les plantes alimentaires qu'il décrit et éventuellement dessine on peut citer :
- Solanum muricatum Aiton qu'il appelle Melongena laurifolia, fructu turbinato variegato : « Ce fruit est couvert d'une peau rayée d'un rouge cramoisie ; le fruit étant mûr renferme une chair jaunâtre, semblable à celle de nos melons »[25]. Cette plante est cultivée aujourd'hui aux îles Canaries[26] ; elle est connue sous le nom de Pepino.
- Solanum macrocarpon qu'il appelle Solanum amplissimo anguloso hirsito folio, fructu aureo maxime: « Le fruit est une pomme parfaitement ronde, jaune doré, de deux pouces de diamètre : on l'appelle orange de Quito parce que c'est de cet endroit que la plante a été apportée et que son fruit a la figure et le goût des oranges »[27].
- Physalis peruviana ou Alkekengi virginiarum fructu luteo : « Du fruit on fait une conserve qui a un goût aigre et rafraîchissant qu'on donne aux malades pour les ragouter »[28]. Cette plante s'est répandue dans un grand nombre de régions tropicales de l'ancien monde ; elle s'est naturalisée dans l'Inde, au Cap de Bonne-Espérance[29]. On l'appelle également Coqueret du Pérou.
- Chenopodium quinoa : Chenopdium folio sinuato sature virende. « La graine est excellente dans la soupe : on en fait au Pérou et dans toute l'Amérique le même usage que nous faisons du riz en Europe »[30]. Cette plante a été décrite pour la première fois par Feuillée[31]. Elle est connue actuellement sous le nom de Quinoa.
- Annona cherimola : Guanabanus Perseæ folio, flore intus albo, exterius virescento fructu nigricente squamato, vulgo Cherimolia. « Le fruit est taillé comme un cœur chargé d'enfoncements qui rendent sa superficie comme écailleuse... sa chair est blanche, douceâtre... : les créoles estiment ce fruit le meilleur du pays »[32].

Planches de plantes alimentaires
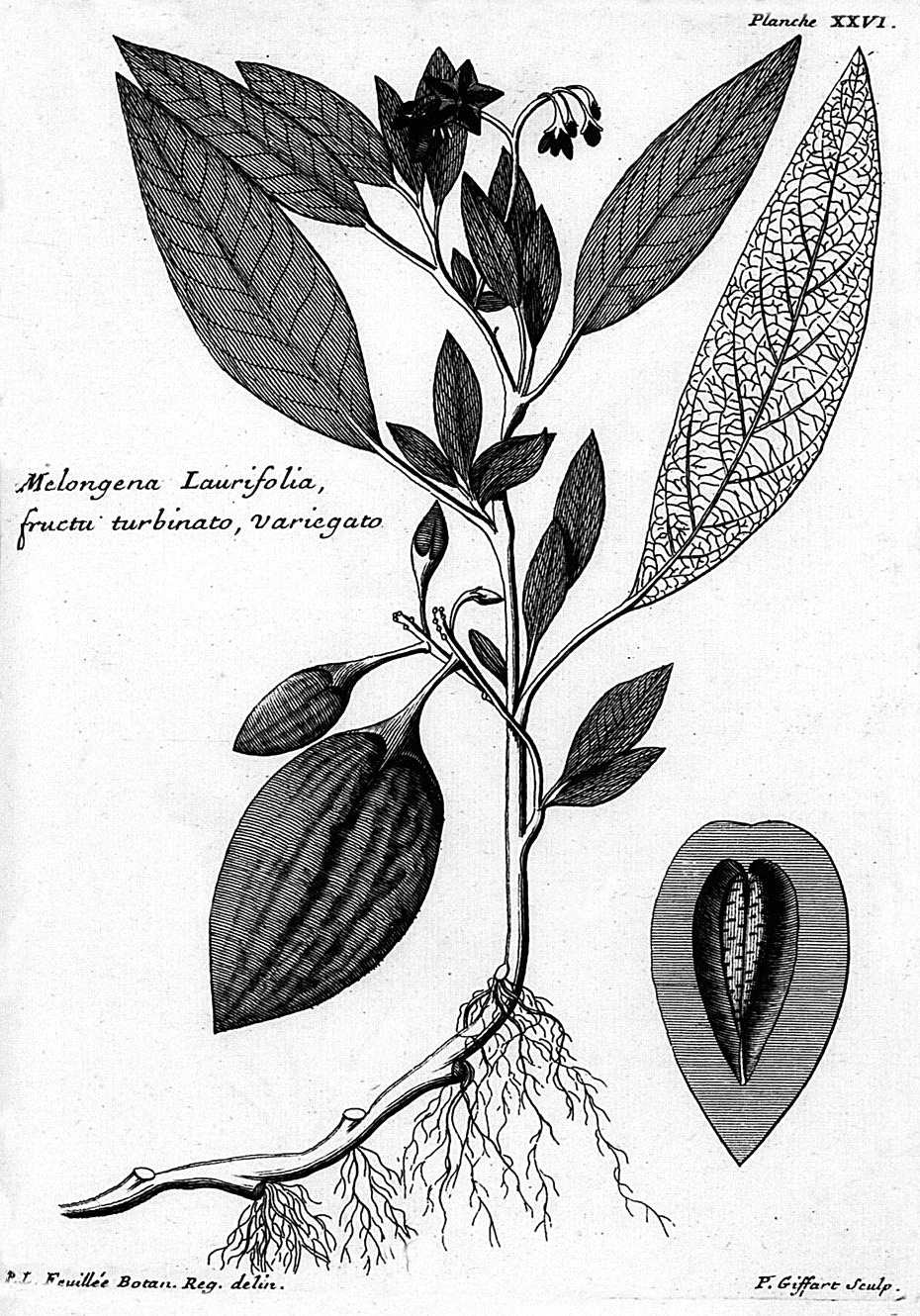
Solanum muricatum
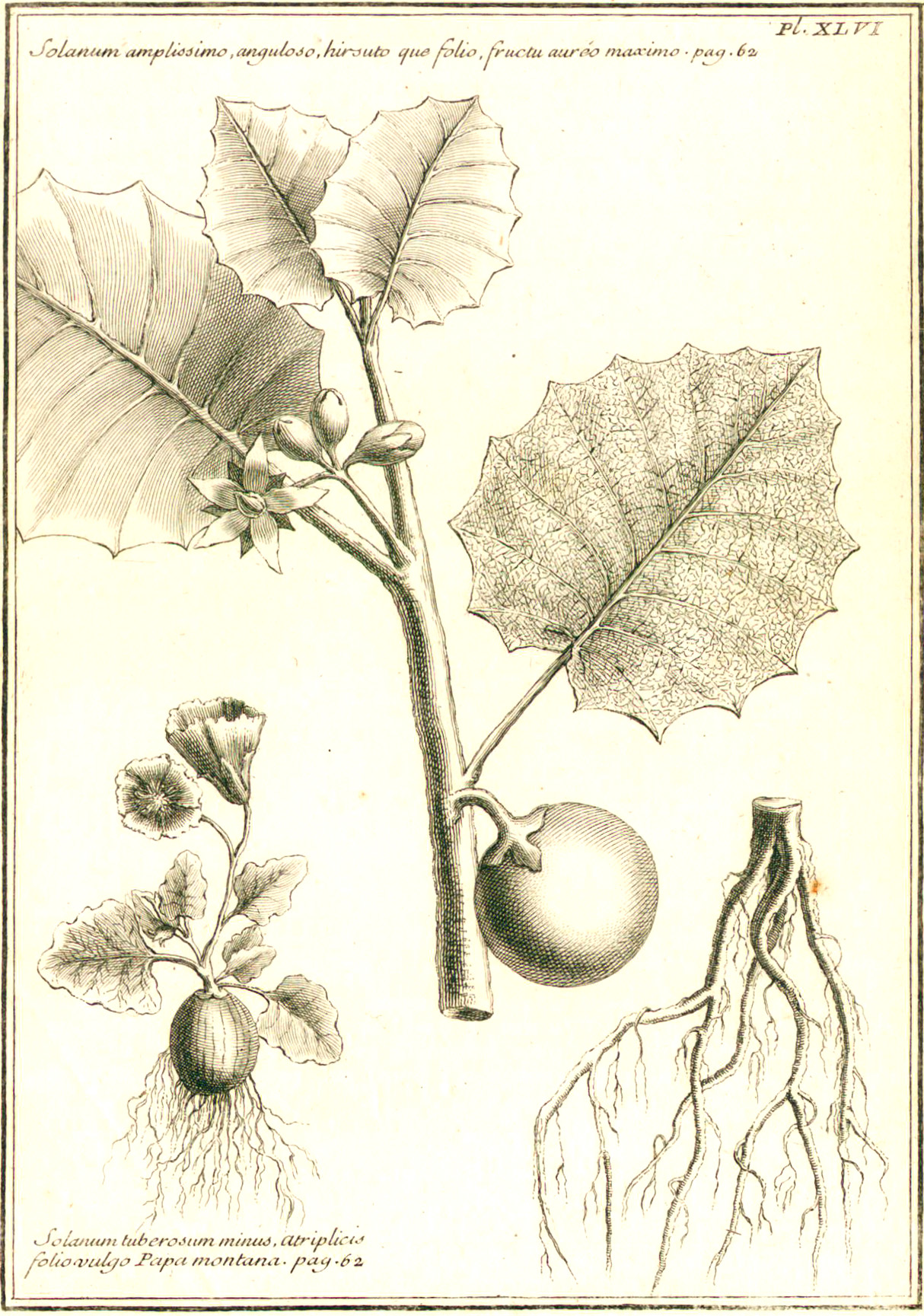
À droite Solanum macrocarpum
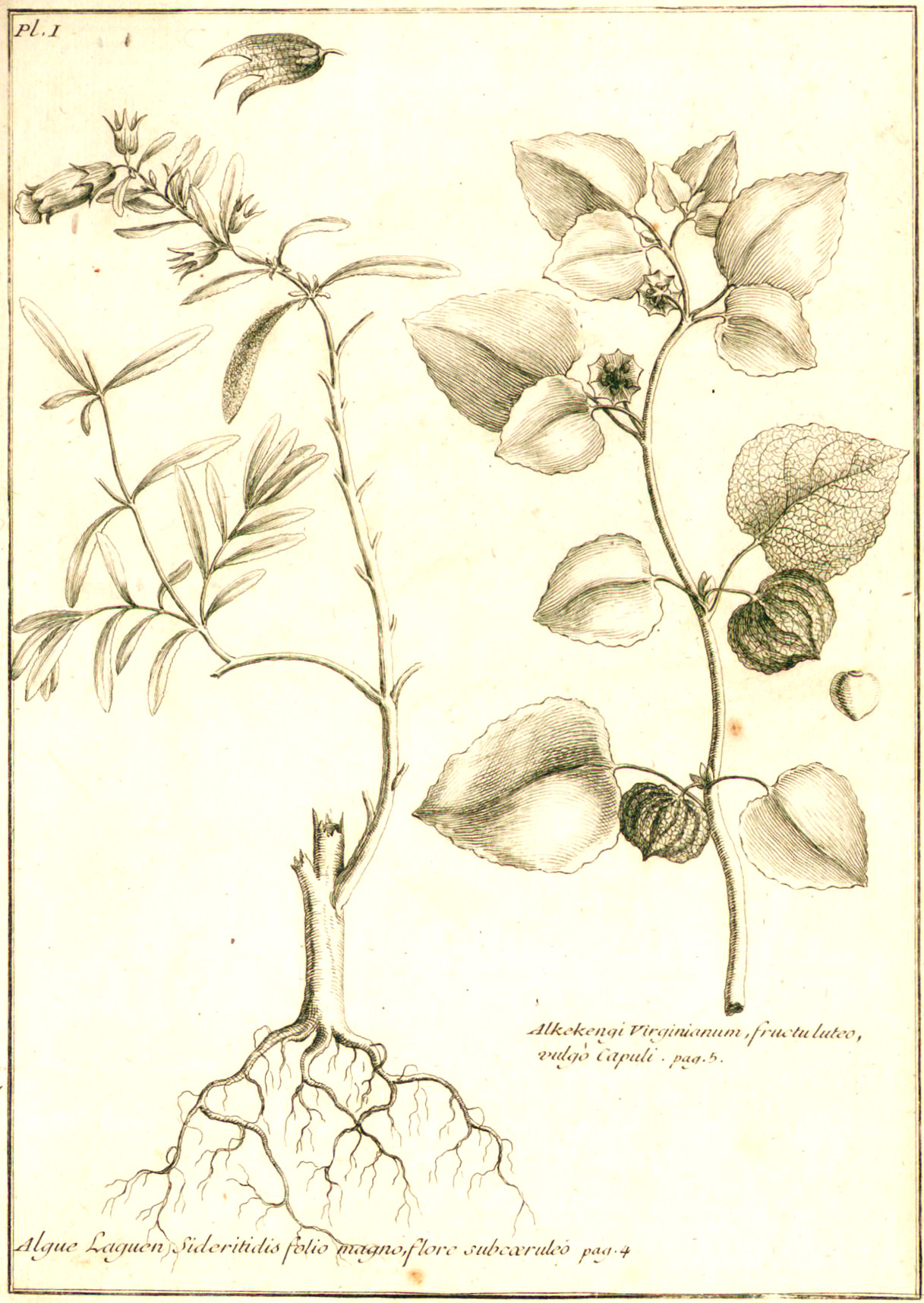
À droite Alkékenge
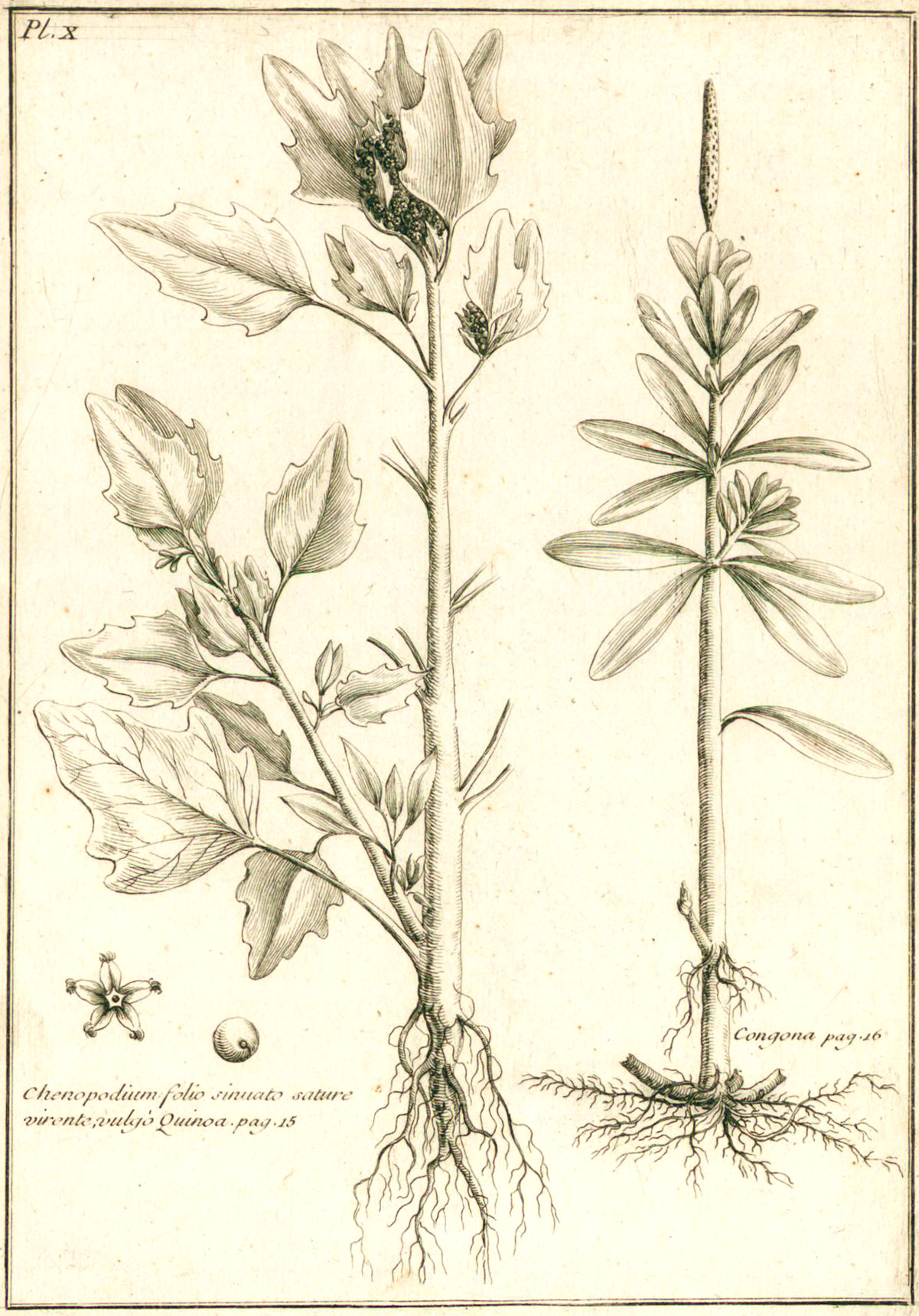
À gauche Quinoa
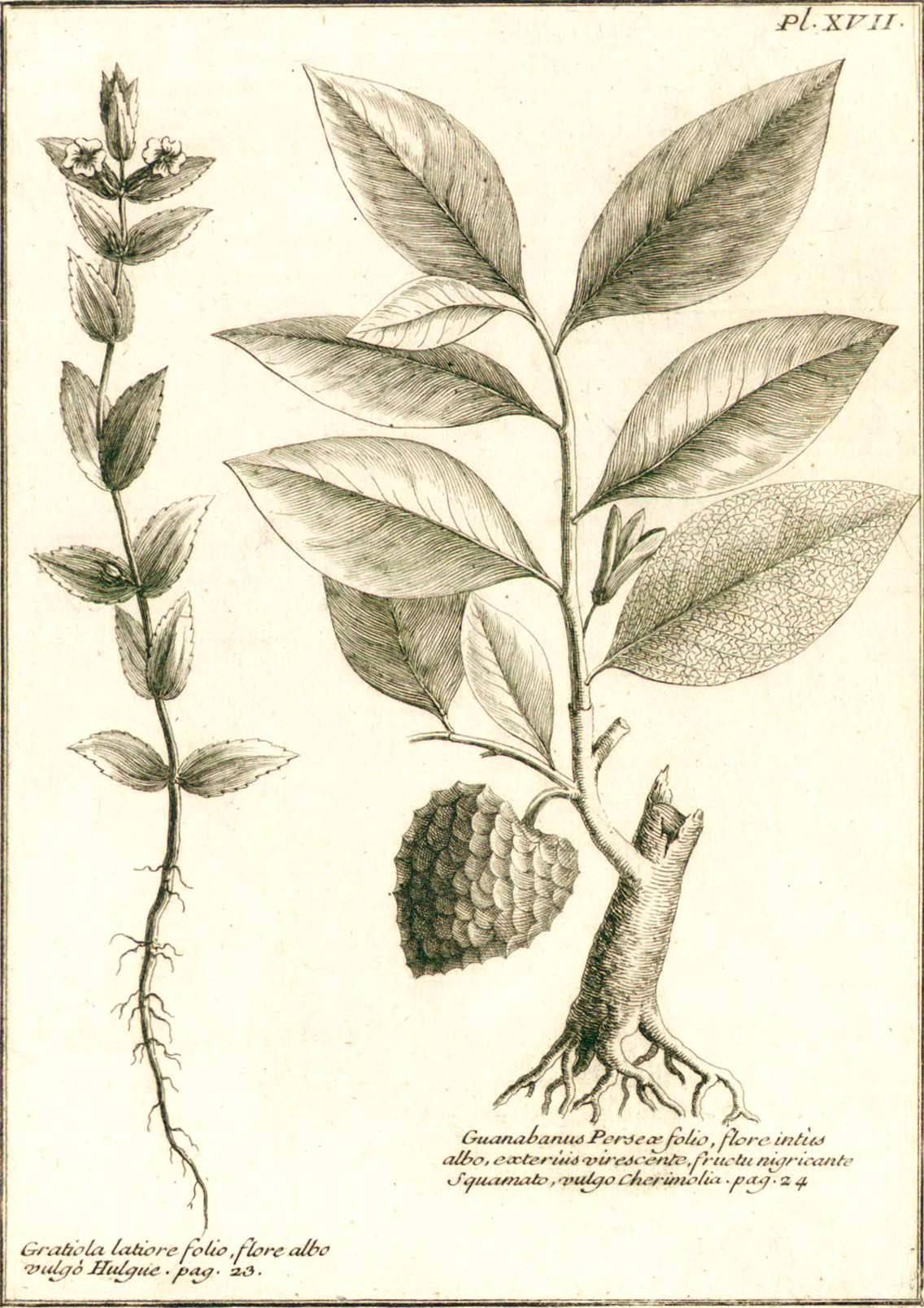
À droite Annona

#### Plantes médicinales et diverses
Dans son Journal des observations physiques, mathématiques, et botaniques, Vol. I, il évoque le fraisier de Concepción (Fragaria chiloensis) :

« Plusieurs fruits, comme les poires, les pommes, les fraises, &c. étaient en maturité ; on nous servit au dessert des fraises d’un goût merveilleux, dont  la grosseur égalait celle de nos plus grosses noix, leur couleur est d’un blanc pâle ; on les prépare de la même manière que nous faisons en Europe ; & quoi qu’elles n’aient ni la couleur ni le goût des nôtres, elles ne laissent pas d’être excellentes. »

Il n’inclut aucun exemplaire de fraisier dans la collection de spécimens botaniques qu’il rapporte en France. Quatre mois après son retour, Louis XIV envoie Amédée François Frézier en Amérique du Sud pour une mission d'inspection des fortifications espagnoles. Il devient ainsi le premier à rapporter des plants de ce nouveau fruit sur le Vieux Continent. Frézier est par ailleurs en désaccord avec Feuillée quant aux mesures de latitudes et longitudes de la côte sud-américaine et des principaux ports du Chili et du Pérou. Il signale de fait plusieurs erreurs dans le récit de Feuillée, ce qui crée un climat de polémique entre les deux explorateurs. En matière de botanique, Feuillée étudie le fuchsia, la grande capucine, l'oxalis, l'alstroemeria, la papaye, la cherimoya et le solanum.

Planches de botanique du père Feuillée
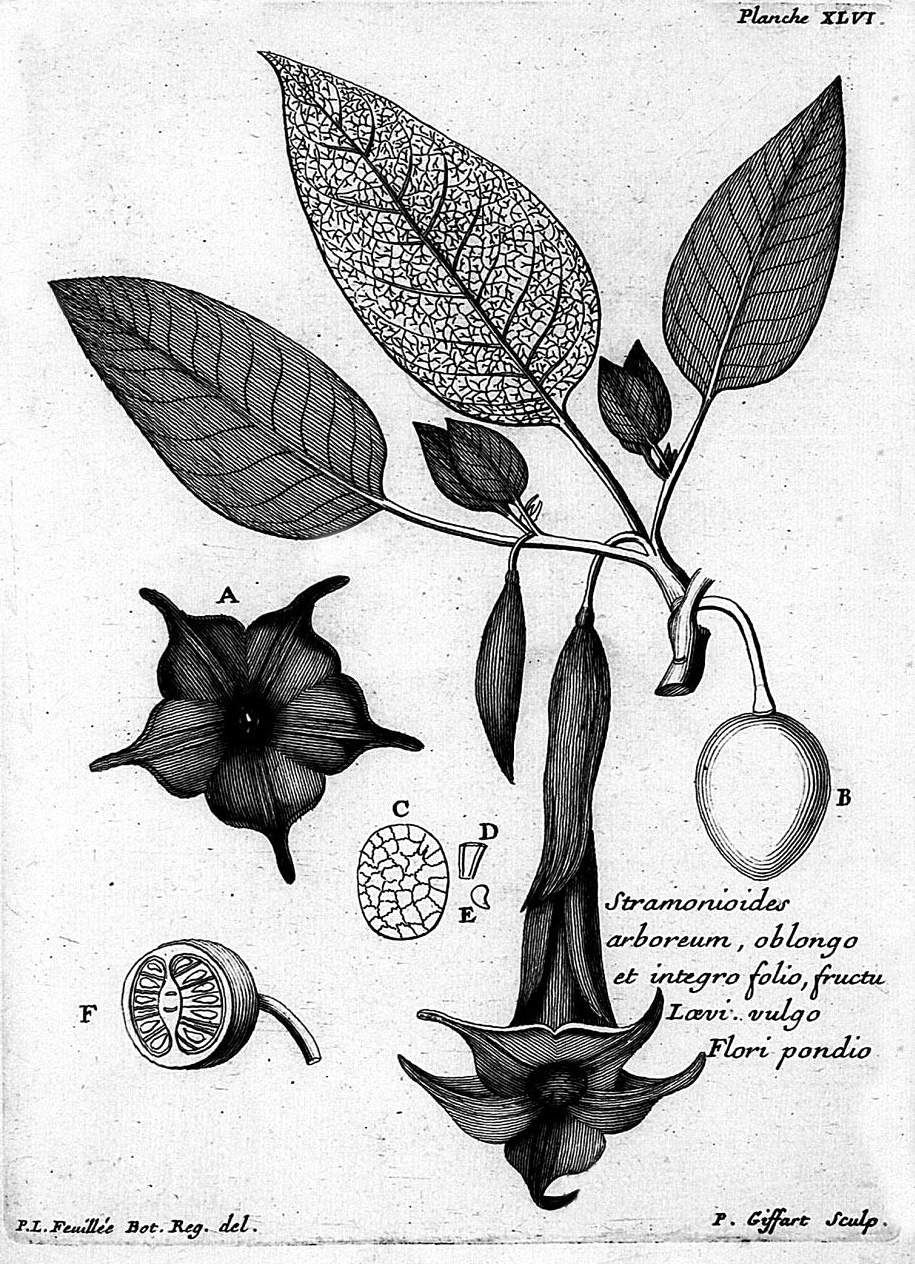
Stramonioides
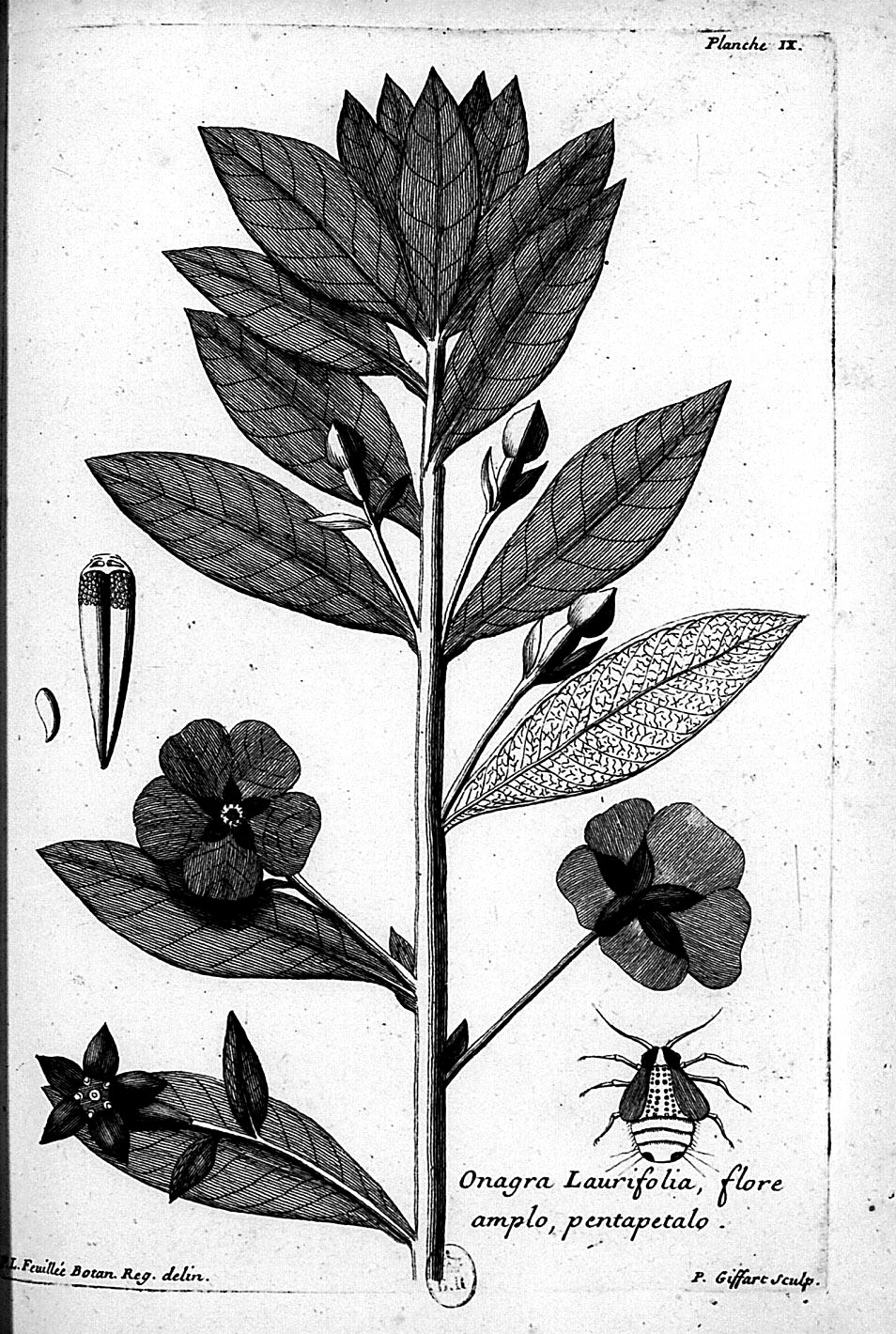
Onagra
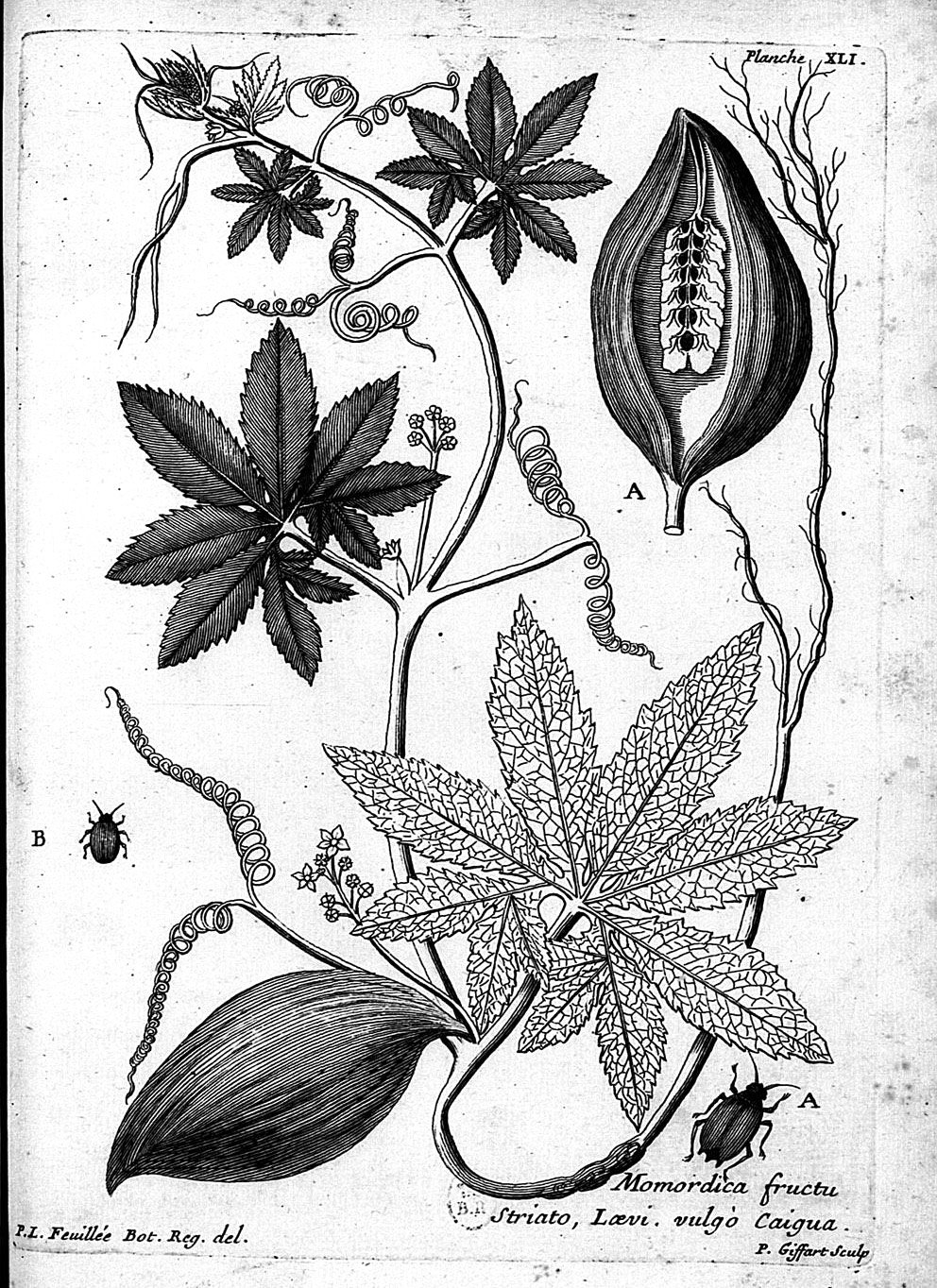
Momordica
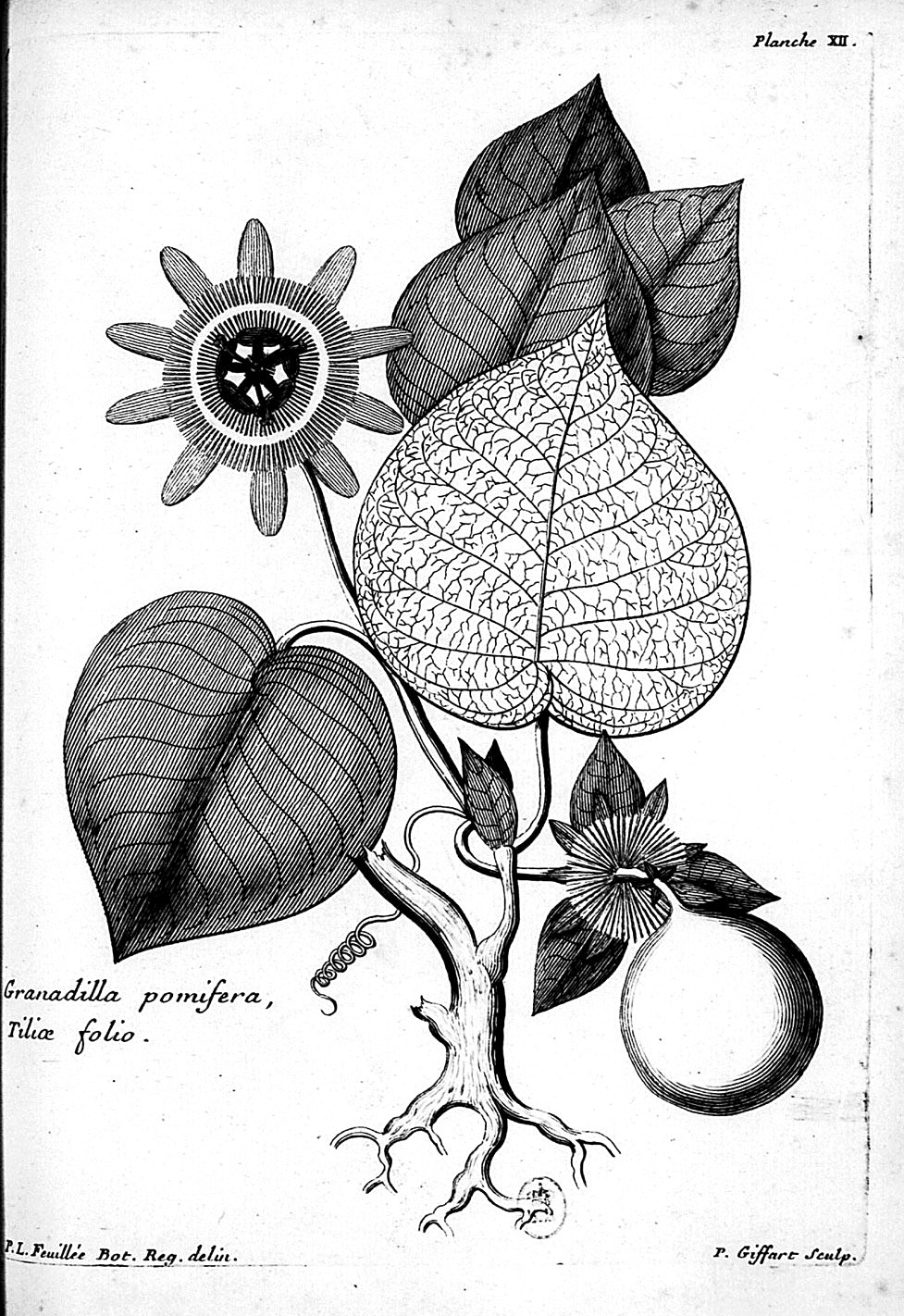
Granadilla
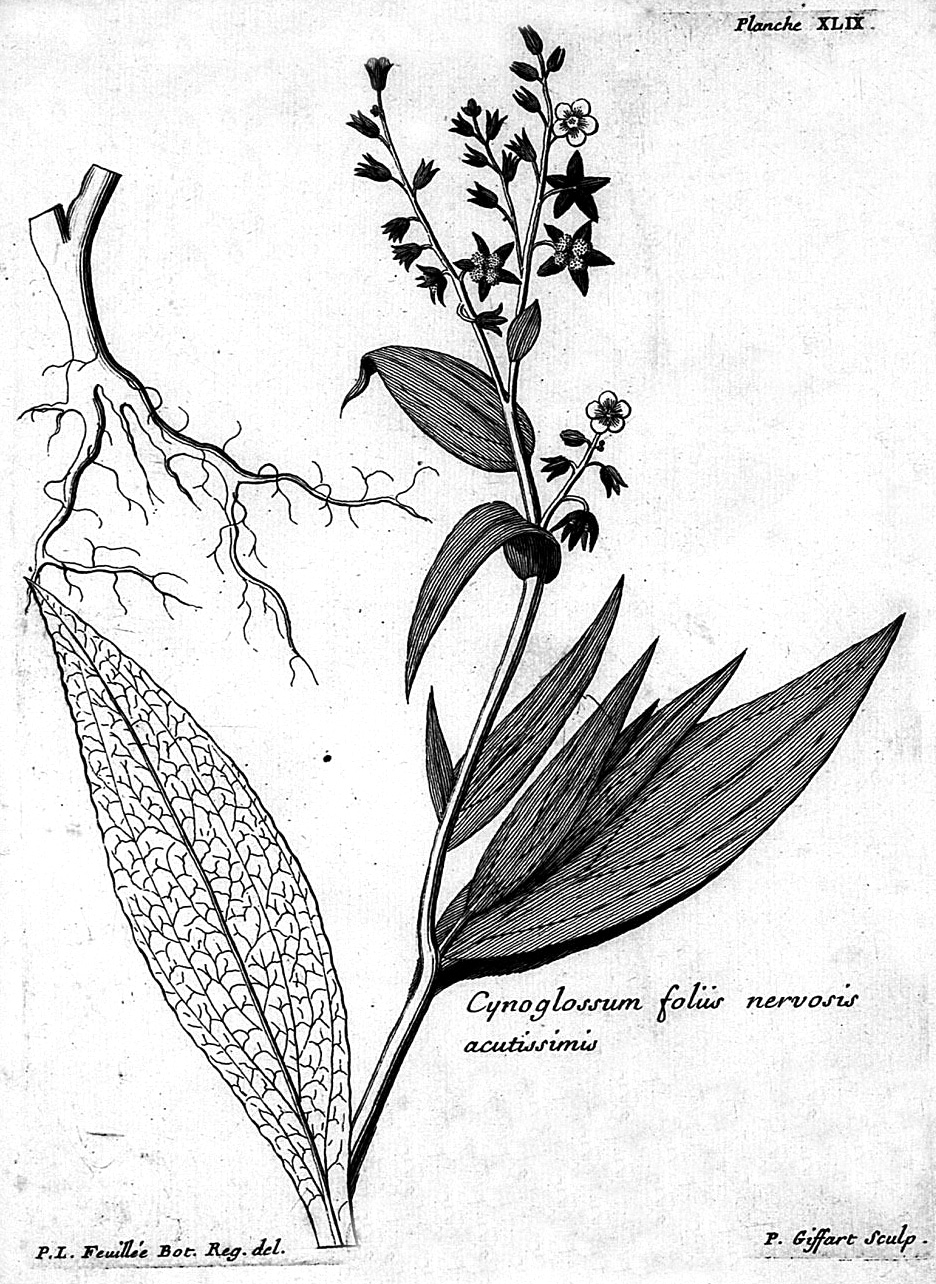
Cynoglossum

### Astronomie
Feuillée et Halley sont les premiers astronomes à faire des mesures de longitudes. Grâce à un signal astronomique observé simultanément en France et dans les mers du sud, Feuillée mesure la différence d'heure et donc de longitude. Il utilise comme signal les éclipses des satellites de Jupiter ou les occultations d'étoiles par la Lune. Il calcule ainsi les longitudes de nombreuses villes ce qui lui servira pour dresser de nombreuses cartes.
Il détermine avec précision les coordonnées de nombreuses étoiles en particulier celles des quatre étoiles de la croix du Sud, emblème actuel de l'Observatoire européen austral. Il découvre également trois nébuleuses sombres sur la Voie lactée australe ; il dessine avec exactitude l'une d'elles, le fameux sac de charbon.

### Cartographie

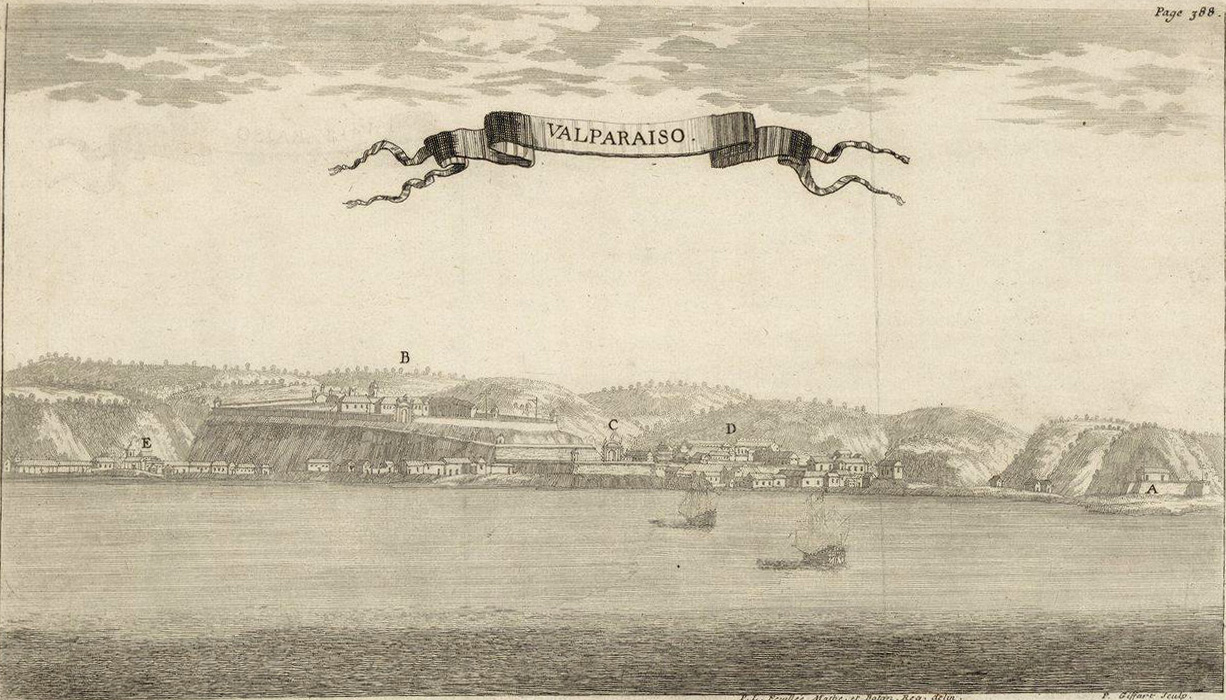
Carte de Valparaiso dressée par Feuillée

Feuillée réalise des cartes d'une grande diversité : zones littorales, îles, vues des côtes, aperçues de ports et plans de villes. Ces cartes recouvrent :
- l'Amérique du Sud : il utilise les éclipses du premier des satellites de Jupiter pour déterminer la longitude de Coquimbo, d'Ylo et de Lima. Les résultats sont une surprise pour l'époque : la côte chilienne remonte droit au nord depuis le cap Horn jusqu'au Pérou ; l'Amérique du Sud est plus étroite qu'on ne le croyait[34].
- Les Antilles, la mer des Caraïbes (îles de Trinité-et-Tobago etc.), les îles Canaries où il détermine la position du méridien de l'île de Fer, une partie de l'Europe et du littoral provençale.

Les vues des côtes, les apparences des villes (la baie de Coquimbo, Arica, Lima, les routes de Callao, et la ville de Pisco) sont de véritables pages artistiques : un certain nombre de lettres (A, B, C...) renvoient à une marge où sont portés les points remarquables et les principaux édifices urbains.

### Physique
Feuillée s'intéresse aux variations de la salinité des eaux de mer et pour la mesurer invente un hydromètre ou densimètre à volume constant. Les appareils à cette époque s'enfonçait plus ou moins dans l'eau et on mesurait le volume immergé par la lecture d'une graduation tracée sur la tige en verre de l'instrument. Feuillée imagine un hydromètre à volume immergé constant avec un seul repère fixe ; sur le col effilé de la tige de l'instrument on enfile plus ou moins d'anneaux de masse connue pour obtenir l'équilibre. Il démontre que la Méditerranée est plus salée que l'Atlantique. Il s'aperçoit également d'un excès de salinité de la Méditerranée au sud de la Sardaigne. Par ailleurs il comprend que les eaux des fleuves se prolonge loin des côtes et ne se mélange que lentement à l'eau de mer.
Un siècle avant Alexander von Humboldt (1769-1859), Feuillée découvre l'existence du large courant circulaire qui longe les côtes chiliennes et péruviennes aujourd'hui appelé courant de Humboldt. Les péruviens ignoraient le fonctionnement de ce grand courant qui rendait très long les voyages vers le sud. Il décrit ainsi la navigation : « L'utilisation de ce courant permet par un chemin cinq fois plus long de faire la route vers le sud en six fois moins de temps soit à une vitesse moyenne de trente fois plus élevée... ».

## Hommages
Le cratère Feuillée sur la Lune porte son nom ainsi que le genre Fevillea (ou Feuillea).

## Le monstre de Feuillée

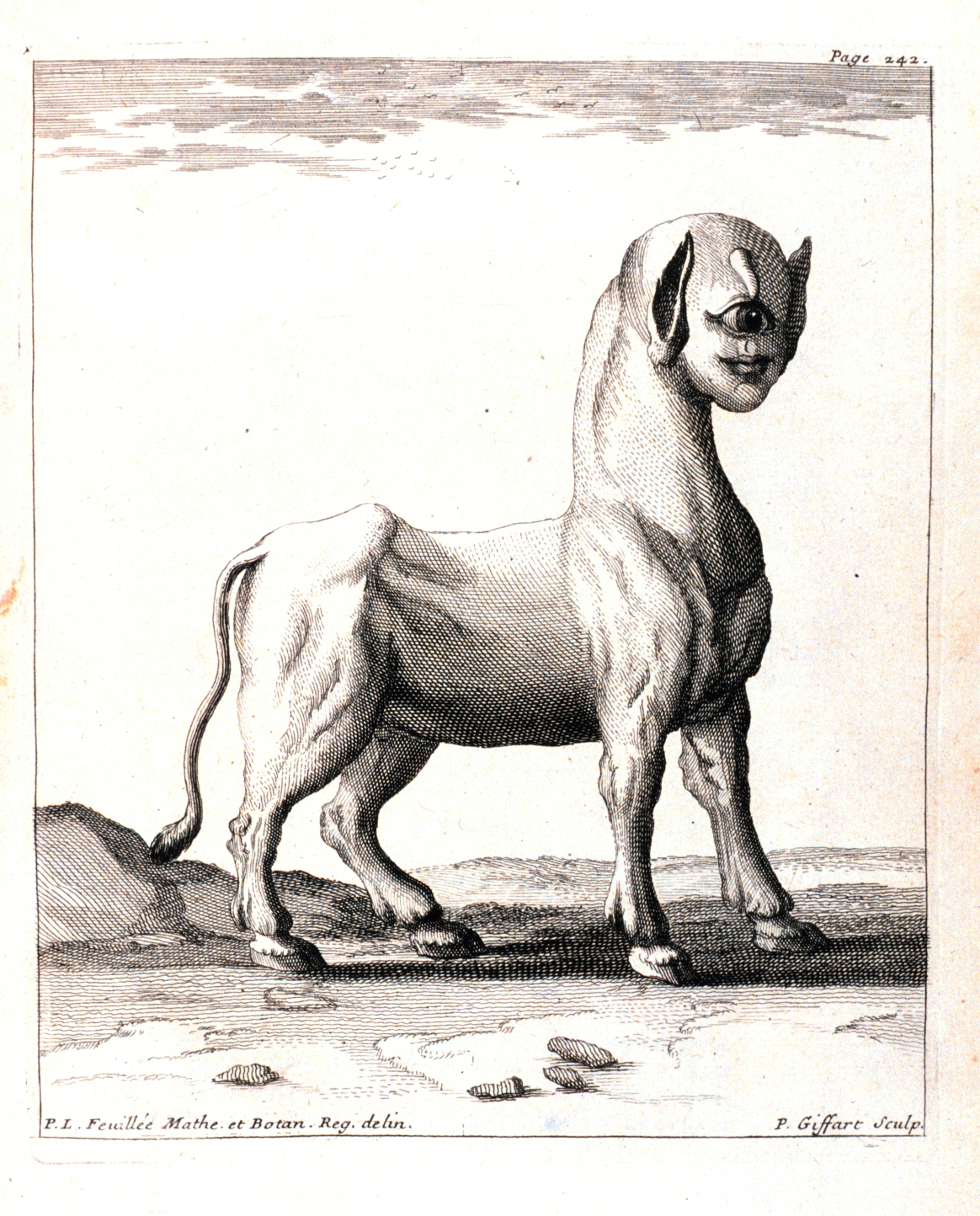
Le monstre de Feuillée

Feuillée décrit scientifiquement de nombreuses plantes sud-américaines pour la première fois. Il dépeint aussi un monstre né d'une brebis qu'on lui a permis de voir (Journal, Vol. I).

« Le monstre dont on voit ici la figure, parut à Buenos Aires le 26 du mois d’août. Le contraste de trois ressemblances qu’il avait avec un enfant, un cheval, & un veau, surprit étrangement tous ceux qui le virent. Je le demandai à celui qui me le montra, dans le dessein d’en examiner toutes les parties, & d’en faire un fidèle rapport ; mais il ne voulut jamais me l’abandonner. Je l’examinai d’assez près, & j’en dessinai, sans qu’on s’en aperçût, les traits principaux. (...)

Ce monstre avait onze pouces de longueur, il avait sur la tête un poil naissant, & sur le reste du corps une peau de couleur de chair lisse, marquant que ce fœtus était venu au monde avant son terme ; il avait une tête d’homme, le dessus du crane était sphérique, à la naissance de la partie supérieure du front sortait une corne mollasse, qui pendait en bas, et cachait un œil de taureau bien formé, qui était au milieu du visage, où nous avons le nez, & se terminait un peu au-dessus de la lèvre supérieure ; je ne la dessinai pourtant pas si longue, pour ne pas cacher l’œil qu’avait ce fœtus. Le front était parfaitement proportionné, il n’avait pas de nez, sa bouche était placée comme à nous, le menton de même ; les oreilles à côté de la tête étaient semblables à celles d’un cheval, de même que le col, & tout le reste du corps ne différait pas de celui d’un veau. La figure qui le représente ici, gravée sur l’original, en démontre régulièrement toute la forme extérieure. »

## Louis Feuillée et la collection Mariette
À son retour de voyage, Louis Feuillée fait présent à Pierre II Mariette (1634-1716,), grand-père du célèbre collectionneur Pierre-Jean Mariette(1694-1774)d'un album relié de parchemin constitué de 142 feuillets, dont 109 sont dessinés représentant principalement des animaux qu'il a pu observer au cours de ses voyages.

## Œuvres
- Louis Feuillée, Journal des observations physiques, mathématiques et botaniques, Faites par l'ordre du Roy sur les Côtes Orientales de l'Amérique Méridionale, & dans les Indes Occidentales, depuis l'année 1707. jusques en 1712, vol. I, Paris, Pierre Giffart, 1714, 504 p. (lire en ligne)
- Louis Feuillée, Journal des observations physiques, mathématiques et botaniques, Faites par l'ordre du Roy sur les Côtes Orientales de l'Amérique Méridionale, & dans les Indes Occidentales, depuis l'année 1707. jusques en 1712, vol. II, Paris, Pierre Giffart, 1714, 767 p. (lire en ligne)
- Louis Feuillée, Journal des observations physiques, mathématiques et botaniques, Faites par l'ordre du Roi sur les Côtes Orientales de l'Amérique Méridionale, & aux Indes Occidentales. Et dans un autre Voyage fait par le même ordre à la Nouvelle Espagne, & aux Isles de l'Amérique, Paris, Jean Mariette, 1725, 655 p. (lire en ligne)
- Voyage aux Isles Canaries ou Journal des observations physiques, mathématiques, botaniques et historiques faites par ordre de Sa Majesté, inédit, Paris, 1724[40]